# 畠山健 (国文学者)
畠山 健（はたけやま たけし、安政5年9月19日（1858年10月25日） - 明治45年（1912年）6月25日）は、日本の国文学者。
越後国（現・新潟県）出身。家は代々神職。伊勢神宮教院、皇典講究所で学ぶ。尾崎一雄の父に師事した。卒業後27年間皇典講究所(のちの國學院大學)で教え、東京高等師範学校、早稲田大学などの講師も務めた。娘に波多野勤子がいる。

## 編著書
- 『万葉集釈義』東京専門学校
- 『小学作文指南 巻之4』松木平吉 1888
- 『百家説林』今泉定介共編 吉川半七 1890-1892 吉川弘文館 1905-1907
- 『普通国文』今泉定介 (旧姓: 佐藤)共編 吉川半七 1890
- 『日本文法』東京文学院 1894
- 『古文ものがたり』編 大井房吉 1896
- 『中等日本文典』1-3の巻 成美堂 1904
- 『作文新辞林』編 郁文舎 1905

### 校訂
- 『御伽草子』今泉定介共校定 吉川半七 1891
- 香川景樹『桂園遺芳』編 博文堂 1891
- 北畠親房『神皇正統記』今泉定介共訂 普及社 1892
- 『随筆三十種』今泉定介共校訂編纂 青山堂 1897
- 『国民文庫 第3』八代集（校訂) 国民文庫刊行会 1909